# Noel Eichinger
Noel Eichinger (* 2. August 2001 in Mainz) ist ein deutscher Fußballspieler. Er steht bei Jahn Regensburg unter Vertrag.

## Karriere
Nach seinen Anfängen in der Jugend der TSG 1846 Mainz-Bretzenheim und des SV Wehen Wiesbaden wechselte er im Sommer 2020 in die Oberliga Rheinland-Pfalz/Saar zu Wormatia Worms. Am Ende der Saison 2021/22 wurde er mit seinem Verein Meister und stieg in die Regionalliga Südwest auf, für den er mit 15 Toren und 21 Torvorlagen nicht unerheblich verantwortlich war.
Im Sommer 2022 erfolgte nach erfolgreichem Probetraining sein Wechsel zum Drittligisten FSV Zwickau. Dort kam er auch zu seinem ersten Einsatz im Profibereich, als er am 24. Juli 2022, dem 1. Spieltag, beim 3:2-Heimsieg gegen den Halleschen FC in der 65. Spielminute für Ronny König eingewechselt wurde und in der 84. Spielminute zum zwischenzeitlichen 3:1 traf.
Im Sommer 2023 wechselte er ablösefrei zum SSV Jahn Regensburg. Dort pendelte er zwischen der Profi- und Reservemannschaft und wurde zwecks Spielpraxis in der folgenden Winterpause an den Greifswalder FC aus der Regionalliga Nordost verliehen. Am Ende der Spielzeit 2023/24 schloss Eichinger, der zehn Spiele für die Vorpommern bestritten hatte, mit den Greifswaldern als Vize-Meister ab und verpasste nur knapp den Aufstieg zur 3. Liga. Im August 2024 folgte eine Leihe zum 1. FC Lokomotive Leipzig.